# Коннелли, Эдвард
Эдвард Коннелли (англ.  Edward Connelly; 30 декабря 1859 — 21 ноября 1928) — американский актёр театра и кино эпохи немого кино. Снялся в 69 фильмах с 1914 по 1928 год.

## Биография
Эдвард Коннелли начал свою карьеру в театре в 1883 году в качестве артиста водевиля. Его карьера на Бродвее началась в 1900 году в мюзикле «Красавица Нью-Йорка». Последнее выступление на Бродвее состоялся в 1918 году в пьесе «Дикая утка» Генрика Ибсена вместе с Аллой Назимовой.
В кино он начал сниматься с 1914 («Хорошо чертенок»; Эдвина С. Портера, адаптация одноименной пьесы поставленной на Бродвее в 1913 году). Эдвард Коннелли в период немого кино появился в 69 фильмах и в основном производимых «MGM» (Metro Pictures Corporation в 1924). Его последний фильм, снятый в 1928 году, вышел в мае 1929, через несколько месяцев после его смерти.

## Театр
- 1900 — Красавица Нью-Йорка / The Belle of New York, комедийный мюзикл
- 1903—1904 — Бабетта / Babette, опера
- 1904 — Центровой птица / Bird Center, пьеса
- 1906 — Вертеть-болтать / Twiddle-Twaddle, ревью
- 1909—1910 — Долларовая принцесса / The Dollar Princess, опера
- 1913 — Хороший чертенок / A Good Little Devil, пьеса
- 1918 — Дикая утка / The Wild Duck, пьеса

## Фильмография
- 1914 — Хороший чертенок / A Good Little Devil
- 1915 — Дьявол / The Devil
- 1917 — Великая тайна / The Great Secret
- 1917 — Падение Романовых / The Fall of the Romanoffs
- 1918 — Игрушки судьбы / Toys of Fate
- 1919 — Парижская тигрица / The Parisian Tigress
- 1919 — Ложные показания / False Evidence
- 1919 — Красный фонарь / The Red Lantern
- 1919 — Логово льва / The Lion’s Den
- 1919 — Мир и жена / The World and Its Woman
- 1919 — В старом Кентукки / In Old Kentucky
- 1920 — Близнец Золушки / Cinderella’s Twin
- 1920 — Балда / The Saphead — Масгрэйв
- 1920 — Ракитное дерево / The Willow Tree
- 1921 — Волшебная сила / The Conquering Power
- 1921 — Камила / Camille
- 1921 — Четыре всадника Апокалипсиса / The Four Horsemen of the Apocalypse
- 1921 — Последняя карта / The Last Card
- 1922 — Красная горячая романтика / Red Hot Romance
- 1922 — Пленник Зенды / The Prisoner of Zenda
- 1922 — Квинси Адамс Сойер / Quincy Adams Sawyer
- 1923 — Раб желания / Slave of Desire
- 1923 — Скарамуш / Scaramouche
- 1924 — Грешники в шелках / Sinners in Silk
- 1924 — Откровение / Revelation
- 1924 — Золотая рыбка / The Goldfish
- 1924 — Премия красоты / The Beauty Prize
- 1925 — Несвятая троица / The Unholy Three
- 1925 — Веселая вдова / The Merry Widow
- 1925 — Отказ / The Denial
- 1925 — Восход / Sun-Up
- 1925 — Башня лжи / The Tower of Lies
- 1926 — Поток / Torrent
- 1926 — Браун из Гарварда / Brown of Harvard
- 1926 — Барделис Великолепный / Bardelys the Magnificent
- 1927 — Любовь / Love
- 1927 — Принц-студент в Старом Гейдельберге / The Student Prince in Old Heidelberg
- 1927 — Победители пустыни / Winners of the Wilderness
- 1927 — Шоу / The Show
- 1927 — Любовники? / Lovers?
- 1928 — Через Сингапур / Across to Singapore
- 1928 — Запрещенные часа / Forbidden Hours
- 1928 — Таинственная леди / The Mysterious Lady — полковник Эрик фон Раден
- 1928 — Братская любовь / Brotherly Love
- 1929 — Пустынный всадник / The Desert Rider